# Alberto Marcovecchio
Alberto Andrés Marcovecchio (Avellaneda, 6 marzo 1893 – Lanús, 28 febbraio 1958) è stato un calciatore argentino, di ruolo attaccante.

## Caratteristiche tecniche
Giocava come attaccante: era un centravanti. Le sue doti principali erano l'opportunismo, l'abilità nel posizionarsi nell'area di rigore avversaria e il tempismo negli inserimenti. A esse si abbinava un marcato senso del gol,  che gli permise sovente di segnare più di una rete a partita, divenendo uno degli attaccanti più prolifici dell'epoca dilettantistica in Argentina.

## Carriera

### Club
Dopo aver giocato in una piccola squadra del quartiere, il Porteño, venne accolto nel settore giovanile del Racing di Avellaneda nel 1909, militando nelle varie sezioni delle giovanili sino a debuttare in massima serie nel 1912. Alla sua prima stagione in Copa Campeonato, Marcovecchio segnò sette reti. Stabilitosi come titolare, il centravanti fece parte della prolifica linea d'attacco del Racing, che schierava oltre a lui Canaveri, Ohaco, Hospital e Perinetti. Insieme a Ohaco, Marcovecchio divenne il principale realizzatore della squadra. Il Racing vinse sei campionati consecutivi in Copa Campeonato, e Marcovecchio segnò molte reti, divenendo uno dei principali artefici delle vittorie della squadra. Nel 1917 fu capocannoniere del torneo nazionale con 18 gol. Nel 1919, con la scissione tra Asociación Argentina de Football e Asociación Amateurs de Football, il Racing optò per partecipare al campionato di quest'ultima federazione. Vinse così il suo settimo torneo complessivo, e Marcovecchio primeggiò nuovamente per numero di reti segnate (16). Nel 1921 arrivò l'ultimo titolo: l'anno dopo il centravanti subì un infortunio che pose fine alla sua carriera.

### Nazionale
Marcovecchio giocò 11 partite con la sua Nazionale. Debuttò il 1º dicembre 1912, nella partita di Montevideo contro l'Uruguay, valido per la Copa Montevideo. Raccolse la sua seconda presenza un anno più tardi. Nel 1916 fu convocato per il Campeonato Sudamericano de Football. Debuttò il 6 luglio contro il Cile a Buenos Aires: segnò due gol, al 67º e all'89º; venne poi schierato il 10 luglio contro il Brasile, mentre per la partita conclusiva con l'Uruguay gli fu preferito Harry Hayes. Nel 1917 scese in campo per la Copa Gran Premio de Honor Uruguayo, andando a segno per due volte, mentre nel 1919 chiuse la carriera internazionale disputando Copa Newton e Copa Lipton.

## Palmarès

### Club

#### Competizioni nazionali
- Copa Campeonato: 6

Racing Club: 1913, 1914, 1915, 1916, 1917, 1918
- Copa de Honor Cousenier: 1

Racing Club: 1913
- Copa Ibarguren: 5

Racing Club: 1913, 1914, 1916, 1917, 1918
- Copa de Honor Municipalidad de Buenos Aires: 3

Racing Club: 1913, 1915, 1917
- Primera División (AAm): 2

Racing Club: 1919, 1921

### Individuale
- Capocannoniere della Copa Campeonato: 1

1917 (18 gol),
- Capocannoniere della Primera División (AAm): 1

1919 (16 gol)